# Cercle du Libre Examen
Le Cercle du Libre Examen (Librex) est un cercle estudiantin reconnu par l'Université libre de Bruxelles, fondé le 14 janvier 1928. Il a pour mission de promouvoir les valeurs du libre examen qui prône le rejet de l'argument d'autorité en matière de savoir et la liberté de jugement. Centre d'étude et de réflexion critiques, son rôle essentiel est de susciter le débat, de favoriser une prise de conscience de ses membres. C'est dans cet esprit que sont conçues ses activités et ses publications.

## Principes philosophiques selon l'Université libre de Bruxelles
Le libre examen est un principe qui prône le rejet de l'argument d'autorité en matière de savoir et la liberté de jugement.
Cette notion nouvelle donnée au libre examen dépassant le cadre traditionnel de la recherche scientifique se transforme ici en une conduite sociale se voulant combattante, impliquant même la destruction des idées d'autrui :

« La tolérance n'est ni l'hésitation, ni la transaction sur les principes, ni la pusillanimité, ou l'équivoque dans leur expression, car à ce compte, elle consisterait à n'en point avoir ou à ne pas oser les dire... Elle n'impose pas à proprement parler le respect des opinions d'autrui: comment respecter ce qui est jugé faux, ce que l'on condamne, ce que l'on s'efforce de détruire ? Elle est le respect de la personne et de la liberté d'autrui. Elle consiste à affirmer ce que l'on tient pour vérité, en même temps que l'on reconnaît, à d'autres, le droit d'affirmer leurs erreurs, en même temps qu'en les combattant, on se refuse à recourir pour les vaincre à l'injure, à la violence, ou à la proscription. »

— Université libre de Bruxelles

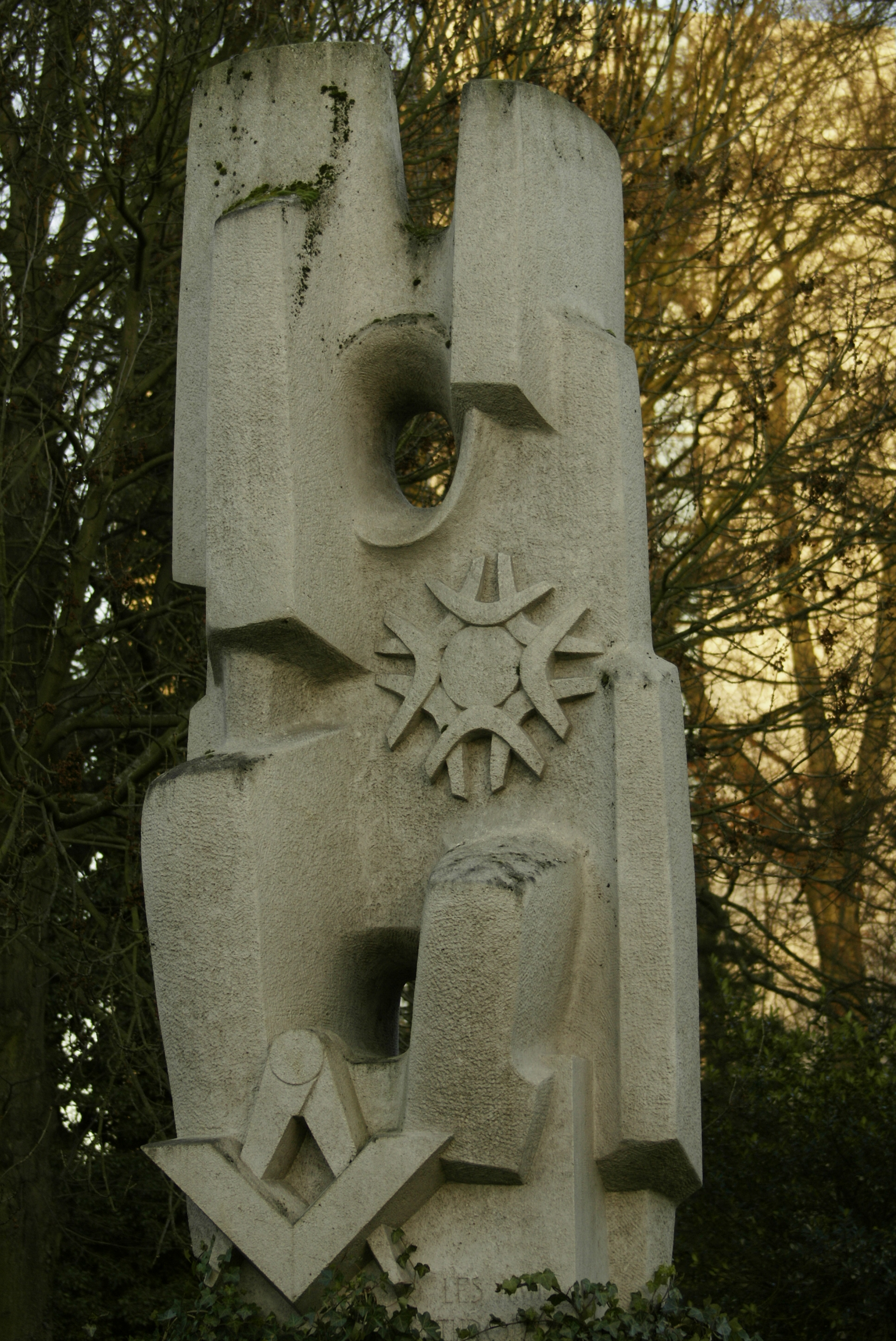
Colonne maçonnique sur le campus du Solbosch de l'ULB.

De nos jours, le libre examen à l’ULB postule donc officiellement, en toute matière, le « rejet de l’argument d’autorité et l’indépendance de jugement ». Et comme le souligna, dès 1955, l’historien Jean Stengers (1922-2002) à propos des différentes tentatives de définir le libre examen, « nulle autorité académique n'a jamais essayé d'empêcher que le problème […] ne soit abordé en pleine lumière. Pareille attitude serait proprement impensable. L'Université a inscrit à l’article premier de ses statuts que son enseignement « a pour principe le libre examen ». Il est clair – et elle s'en est toujours parfaitement rendu compte - qu'elle se renierait elle-même en n’autorisant pas ceux qui se réclament d'elle à examiner librement en premier lieu ce qu'est ce principe même. »

## Historique

### Débuts du Cercle (1927 - 1936)
Le Cercle du Libre Examen est fondé au cours de l'année académique 1927-1928.

### Cahiers du Libre Examen(1937 - 1941)

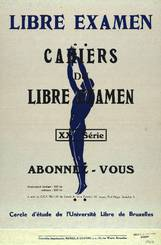
Cahiers du Libre Examen, 1964

L'année 1937 est celle de création des Cahiers du Libre Examen. Les premiers contributeurs sont Ilya Prigogine, Jean Burgers, Léo Moulin, Arthur Haulot, Youra Livchitz .

### Résistance au nazisme (1941 - 1945)

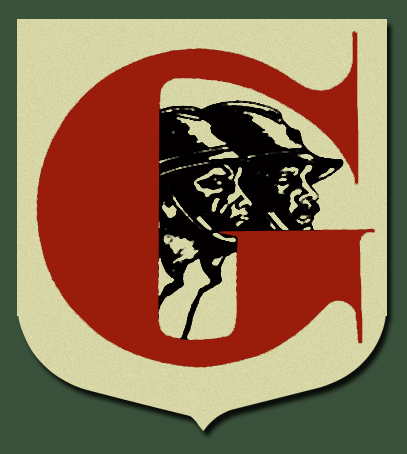
Écusson Groupe G.

En 1941, l'Université libre de Bruxelles ferme ses portes pour ne pas se corrompre avec l'occupant. Elle se réorganise dans la clandestinité. Des étudiants du Librex, dont Jean Burgers, Robert Leclercq et Richard Altenhoff, sont à la base de la création du Groupe G actif dans la résistance clandestine armée contre l'occupation allemande,.

### L'après guerre (1945 - 1959)
En 1950, lors de la question royale, des professeurs comme Lucia de Brouckère emportent l'adhésion du Cercle qui s'oppose farouchement au retour du Roi.
Les 23 et 24 avril 1958, deux conférences de Jean-Paul Sartre : Marxisme et existentialisme et Questions de méthode.

### Participation aux mouvements étudiants (1967 - 1968)
Le 12 mars 1962 a lieu une conférence de Jean-Paul Sartre en collaboration avec le Comité belge pour la paix en Algérie devant 6 000 personnes dans la grande salle du Centre Rogier.

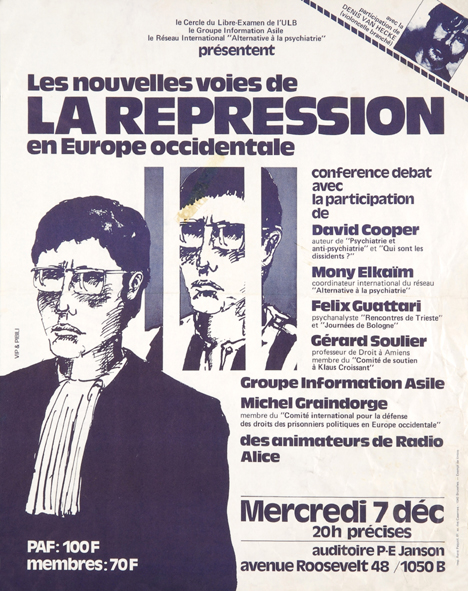
Affiche pour la conférence du 7 décembre 1977.

En 1967, le Librex participe à la création d'un Comité de défense de la démocratie en Grèce alors sous la dictature des colonels.
En 1967, le Librex prévoit également d'organiser un cycle de conférences sur la guerre du Viêt Nam. Le 27 janvier, lors de la première de ces conférences, de violents incidents éclatent entre étudiants pro et anti-américains. Le Librex retire sa caution au cycle de conférences.
En 1968, le Librex n'échappe pas aux turbulences du mouvement étudiant, dont il est l'un des enjeux. Le 13 mai 1968, le Librex organise un meeting contre la dictature des colonels en Grèce où sont invités à prendre la parole Mélina Mercouri, Vassilis Vassilikos (auteur du livre dont est inspiré le film de Costa-Gavras « Z »), l'association Rigas Phereos et l'Association belge pour la défense de la démocratie en Grèce. À l'issue de cette réunion, plusieurs centaines d'étudiants constitués en Assemblée libre organisent l'occupation de l'auditoire Paul-Émile Janson. Cette occupation durera 47 jours. Cette date marque le début du Mai 68 bruxellois et les politologues parleront d'un « Mouvement du 13 mai » à l'origine des évènements.
Le 29 octobre 1974 a lieu une conférence de Jean Ladrière : Science et Société. Réflexions philosophiques.

### Fin duXXesiècle
En 1994 et 1995, le Cercle participe à la création de la Liaison pour l'autonomie des personnes qui aiguillonne les mouvements contre les visites du pape Jean-Paul II en Belgique en 1994 et 1995. Il coédite à cette occasion une affiche, diffusée à des dizaines de milliers d'exemplaires, Contre le SIDA : la capote, pas la calotte avec le journal Alternative Libertaire, Act Up Bruxelles et la revue GLBT Tels Quels. En 1995, le Librex organise un voyage commémoratif à Auschwitz. En 1997, le Cercle permet une commémoration à Breendonk.

### Début duXXIesiècle
Par ailleurs, une virulente carte blanche signée par le président du cercle ayant pour titre "Qu'allaient faites les parlementaires PS en Tunisie?" fut publiée dans le journal Le Soir le 17 septembre 2005. 
En 2007-2008 puis en 2008-2009, une Cellule de Réflexion sur l'Université (CRUn) interviendra notamment sur les questions de marchandisation de l'enseignement ou de liberté d'expression. Un cycle de conférences "L'Université face à la logique du marché" est organisé pour interroger les mutations qui accompagnent la réforme de Bologne et alors que le recteur Philippe Vincke présente son nouveau plan stratégique pour l'Université contre la voix des représentants étudiants. Ce plan de rationalisation managériale de l'Université s'accompagne d'une volonté de lutter contre la montée de "l'irrationnel" et de "l'obscurantisme" par "la promotion de nos valeurs".
Dans le prolongement des réflexions sur le "repli majoritaire" initiées sous la présidence de Dominique Vermeiren, et alors que l'autonomie des cercles étudiants se voit restreinte par la mise en place d'un système d'autorisation bureaucratique, le comité se montre de plus en plus critique par rapport à ce "Chantier Valeurs" que le recteur a confié à la linguiste Emmanuelle Danblon. La Conseillère aux Valeurs sera finalement désavouée par Philippe Vincke au Conseil d'Administration du 18 février 2008 à la suite de maintes polémiques et en particulier de la fameuse affaire de la « lettre truquée ». Un an plus tôt, en février 2007, Tariq Ramadan avait été interdit de participer à un débat organisé par le Cercle Arabo-Européen de l'ULB, au motif qu'il n'aurait "jamais clairement condamné la lapidation des femmes" (décision motivée par P. Vincke et E. Danblon dans la carte blanche "Le Libre Examen aujourd'hui : ni Munich, ni la Chasse aux sorcières"), tandis qu'au même moment Philippe Val et Caroline Fourest se voyaient offrir des tribunes, et ce au grand dam d'une partie des "Sans Valeurs", menés par Mateo Alaluf, Isabelle Stengers et Souhail Chichah.
Le Cercle participe aux mouvements et manifestations pour la régularisation des sans-papiers au sein du CAS (Comité d'Action et de Soutien)  et organise le 28 novembre 2008 une conférence en collaboration avec le Cercle des Etudiants Libéraux intitulée "Faut-il régulariser tous les sans-papiers ?" dans laquelle de nombreuses personnes sans-papiers présentes sur le campus interpellent directement leur ministre de tutelle. Enfin, un colloque "Mai 68, la peur des bien-pensants" est organisé avec notamment la projection d'un documentaire de Virginie Linhart : "68 : mes parents et moi".
En septembre 2010, une conférence organisée sur le thème de la liberté d’expression, introduite par la projection du film d’Olivier Mukuna, Est-il permis de débattre avec Dieudonné ? et modérée par le vice-recteur Marc Van Damme, provoque l’affrontement entre militants pro- et anti-israéliens.

## Activités

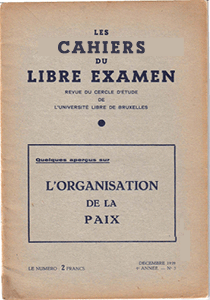
Cahiers du Librex, 1939

Le Cercle du Libre Examen intervient, dans la vie universitaire et dans la vie de la cité, par la diffusion de communiqués de presse, de textes distribués aux étudiants, par l'organisation de réunions publiques, par l'édition des Cahiers du Libre Examen, des Bulletins du Cercle du Libre Examen, de brochures thématiques et de livres.

## Personnalités de l'histoire du Librex
Liste détaillée des personnalités qui ont marqué l'histoire du Librex :
- Richard Altenhoff
- Jean Burgers
- Pierre Deligne
- Josy Dubié
- Philippe Grollet
- Guy Haarscher
- Arthur Haulot
- Georges Jamin
- Claude Javeau
- Roger Lallemand
- Robert Leclercq
- Youra Livchitz
- Léo Moulin
- Chaïm Perelman
- Ilya Prigogine
- Marc Uyttendaele
- André Wendelen
- Philippe Close

## Fonctionnement du Librex

### Présidence du Cercle
La liste des présidents du Librex de 1927 à 1999 est issue de l'ouvrage : Approches du Libre examen, publié pour les 70 ans du Cercle 

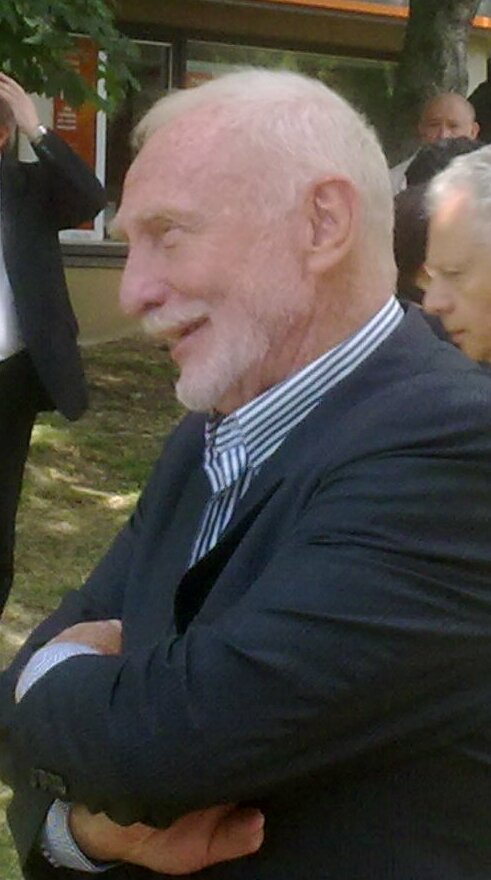
Josy Dubié, président du Librex en 1970.

## Publications

### Cahiers du Libre Examen

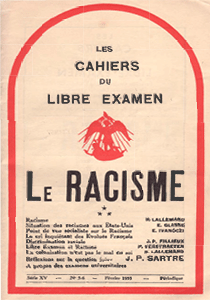
Cahiers du Librex, 1955

- Collectif, no 1, 1re année, mars 1937, Éditions du Cercle du Libre Examen.
- Collectif, no 2, 1re année, avril 1937, Éditions du Cercle du Libre Examen.
- Collectif, L'Organisation de la Paix, 4e année, no 3, décembre 1939, Éditions du Cercle du Libre Examen.
- Collectif, Problèmes coloniaux, 3e année, no 4, janvier 1939, Éditions Cercle du Libre Examen.
- Chaïm Perelman, Morale et libre examen, extrait des Cahiers du Libre Examen, 11e ann., no 7, p. 3-6, 1947, Éditions Cercle du Libre Examen.
- Collectif, Le Racisme, série XV, no 5-6, février 1955, Éditions du Cercle du Libre Examen.
- Pierre Verstraeten, Cercle du Libre Examen, L'Algérie, Éditions Pierre Verstraeten & Éditions Cercle du Libre examen, 1958.
- Collectif, La condition étudiante, Éditions Cercle du Libre Examen, 1961, références en ligne.
- F.H. Van Den Dungen, Les origines et l'avenir du libre examen à l'Université libre de Bruxelles, extrait du no 3, 17e série, 1961, Éditions Cercle du Libre Examen, lire en ligne.
- Collectif, Le fascisme, 26e série, no 1-2, novembre 1978, Éditions du Cercle du Libre Examen.
- Collectif, La montée de l'extrême droite en Belgique. Analyser - Comprendre - Réagir, Éditions du Cercle du Libre Examen, mars 1992, 68 pages. Avec des contributions de Roger Lallemand, René Haquin, Robert Devleeshouwer, Mafhoud Romdhani, Marcel Liebman, Nathalie Brard, Gwenaël Breës, Rudi Van Doordslaer, Marc Swyngendouw, Bruno Vinikas, Hugo Gijsels, Charles Picqué, Manuel Abramowicz .
- Collectif, L'Aide Humanitaire, 1993, Éditions du Cercle du Libre Examen.
- Collectif, sous la direction de Renaud Van Camp et Marie-Ange Veyckemans, L’immigration, un vrai faux problème…, Éditions Luc Pire & Éditions du Cercle du Libre Examen, 2000, 104 pages. Avec des contributions de Mateo Alaluf,Manuel Abramowicz , Georges-Henri Beauthier, Claire Billen, Jean Cornil, Pascal Delwit, Claude Javeau, Daniel Liebmann, Michel Loriaux, Gérard Miller, Anne Morelli, André Nayer, Andrea Rea, Philippe Val.
- Collectif, Antisionisme - Antisémitisme, no 40, mars 2006, Éditions du Cercle du Libre Examen.

### À thématiques uniques
- Collectif, Livre noir : Les 175 ans de la Belgique. "L'union fait la force" : devise ou défi ? (distribué lors de la journée d'accueil des nouveaux étudiants en septembre 2005), au sommaire : Le Congo le pays des mains coupées, La "Question royale", Le pèlerinage de l'Yser, Walen Buiten l'affaire de Louvain, Le parti rexiste et la collaboration, L'affaire Happart les Fourons au centre des querelles linguistiques, le bilinguisme, le Vlaams Blok, Éditions du Cercle du Libre Examen, 2005, texte intégral à lire en ligne.
- Antoine Defise, Aurélie Feron, Clément Dartevelle, ULB Résistante : 1940-1945, visite guidée des lieux de souvenirs sur le campus du Solbosch en mémoire des résistants de la seconde guerre mondiale issu de la communauté universitaire de l'ULB, Éditions du Cercle du Libre Examen, 2005, texte intégral à lire en ligne.

### Bulletin du Cercle du Libre Examen
Le numéro ISSN est 1784-827X.
- Le Librex change et vous ?, no 41, avril 2006.
- La manipulation publicitaire et médiatique, no 44, janvier-février 2007.
- Devrions-nous tous être féministes ?, no 45, mars-avril 2007.
- Manquons-nous d'idéologie ?, no 46, septembre 2007.
- Multiculturalisme et Communautarimse, no 47, décembre 2009.
- Manquons-nous d'engagement ?, no 48, avril 2010.
- Le Petit Libre Bleu, no 49, septembre 2010.
- Résolutions/ Révolutions, no 50, mars 2011.
- Rentrée 2011 - 2012, no 51, septembre 2011.
- 2012 - 2013, no 52, octobre 2012.
- Saint-V, no 53, novembre 2013.
- L'Europe et la Mondialisation, no 54, mai 2014.